# 明学昌
明学昌（1954年7月5日—2023年11月15日），缅甸果敢政治人物。原為緬甸共產黨成員，後加入彭家聲領導的緬甸民族民主同盟軍。2009年果敢軍事衝突期間，時任果敢县副县长的明學昌率領民兵攻佔了撣邦第一特區的政府大樓，被緬甸政府任命為緬甸撣邦第一特區臨時管理委員會委員、果敢縣縣長。之後歷任掸邦议会议员、果敢自治区领导委员会委员等職。
明學昌家族在果敢地區的政治、經濟方面擁有較大影響力，其下屬臥虎山莊被指控涉嫌电信网络诈骗，该园区于2023年10月20日发生多人被枪杀、活埋的事件。同年11月12日，以明学昌为首的4名明氏家族成员因涉嫌组织开设诈骗窝点、公开武装护诈被中国警方通缉。11月15日晚，明学昌在被抓捕期间死亡，缅甸政府称其为自杀。11月16日，明国平、明菊兰和明珍珍在果敢被缅甸警方抓获并移交中国警方。明学昌的尸体亦被缅方用救护车送往杨龙寨口岸，由中国方面验尸后归还缅方。

## 生平
1954年7月5日（农历甲午年六月初六），明学昌出生于果敢南湖塘，其祖先来自云南镇康。幼年時，明學昌曾在南湖塘、弄曼讀小學。1971年，返回南湖塘教書。1975年至1977年期間在家務農、經商，1977年加入緬甸共產黨，為緬共的縣大隊從事情報工作:499，曾任缅甸人民军东北军区司令赵明的通讯员。。1980年移居清水河，參與口岸新村的開發，出任清水河村长:499。1989年跟随彭家声脱离缅共，加入缅甸民族民主同盟军，明学昌被任命为掸邦第一特区政法部财政科科长。1995年12月任清水河特區副區長。1998年調任东山区区长:499。1999年自办东山中小学校。2006年任果敢副县长:499。
在2009年果敢事件期間，緬甸政府以彭家擁有非法武器加工製造厰為由，對彭家聲、彭家富、彭德仁、彭德禮四人發出拘捕令。8月23日夜間，白所成、魏超仁、劉國璽、明學昌等人決定發動兵變奪權:453-456。翌日早上，明學昌帶領東山區民兵率先發難，佔領第一特區的政府所在地老街雙鳳城。隨後白所成、魏超仁、劉國璽等人相繼抵達，以同盟軍及特區政府名義宣佈成立臨時治安指揮部，宣佈同緬甸政府合作並放棄抵抗。25日上午，撣邦第一特區臨時管理委員會成立，以白所成為主席，張德文、李忠祥、楊忠衛、劉國璽為副主席，魏超仁、魏懷仁（魏三）、王國政、字三、楊子軍、明學昌為委員:313-314。彭家聲、彭家富、彭德禮等人則流亡佤邦避難:453-456。同年8月30日，明學昌被臨管會任命為果敢縣長。2010年11月7日，當選撣邦議會議員:499。2011年3月30日，果敢自治區成立，白所成、明學昌、覺色亞（緬甸聯邦軍代表）、魏超仁、耶通溫（緬甸聯邦軍代表）、阿卡令（緬甸聯邦軍代表）、趙德強、劉正祥、金岩果（崩龍族代表）、昂紀登（緬族代表）十人宣誓就任果敢自治區領導委員會委員職務。此外，在領導委員會基礎上成立工作委員會，以白所成、明學昌、覺色亞為工作委員:315-316。
自2021年2月缅甸爆发军事政变，缅甸军队夺权并成立缅甸军政府以来，网络诈骗行业在缅甸东部边境的自治军事区蓬勃发展，与缅甸军方、其代理人和其他武装团体合作，为犯罪团伙赚取数十亿美元，包括白所成、魏超仁、刘国玺、刘正祥和明学昌的果敢“五大家族”等缅北当地官员亦有涉案。
2023年10月20日，明学昌所属的“卧虎山庄”电信诈骗园区在转移中国籍被扣押人员中疑似发生人员暴动。有消息声称，有几名试图逃亡的中国籍人员被园区门卫杀害。有关该事件的资讯主要来自网络自媒体，后在2024年得到中国官方证实4人死亡。中文互联网称之为“1020事件”，并认为是1027行动的导火索。
2023年11月12日，果敢明氏家族成员明学昌、明国平、明菊兰、明珍珍4人因涉嫌组织开设诈骗窝点，公开武装护诈被中国浙江省温州市公安机关通缉。《外交家》报道称，此举标志着中国政府“默许果敢自治区领导人下台”。11月15日，果敢自治區法院對上述四人發出逮捕令。根据缅甸政府向中国方面的通报，明学昌在11月15日晚的抓捕行动中自杀身亡。11月16日，明国平、明菊兰和明珍珍在果敢被缅甸警方抓获并移交中国警方，明學昌的屍體亦被緬方用救護車送往楊龍寨口岸，由中國方面驗屍後歸還緬方。
2024年12月30日，浙江省温州市人民检察院依法对明学昌的儿子明国平、孙女明珍珍、女儿明菊兰以及关联犯罪集团成员毕会军、周卫昌、罗家良等39人以涉嫌诈骗罪、故意杀人罪、故意伤害罪、非法拘禁罪、开设赌场罪、贩卖毒品罪、组织卖淫罪等向温州市中级人民法院提起公诉。2025年2月14日至19日，浙江省温州市中级人民法院一审公开开庭审理了明国平、明珍珍、毕会军、明菊兰、巫鸿明等23名被告人诈骗、故意杀人、故意伤害、非法拘禁、敲诈勒索、开设赌场、组织卖淫、贩卖毒品、组织他人偷越国（边）境、偷越国（边）境、侵犯公民个人信息一案。明国安等人被另案处理。

## 家庭
长子：明国安，又名明小安，缅甸掸邦果敢自治区警察部队21营营长。騎馬時意外坠马，成為植物人。
次子：明国平，又名明小平（Mg Myin Shaunt Phyin），缅甸掸邦果敢自治区石园子乡民兵中队中队长，在哥哥明国安坠马成為植物人後实际控制果敢警察部队第21营，属被中国通缉的明氏家族四人之一。2023年11月16日在南伞口岸被移交给中国警方。
长女：明菊兰（Myin Shut Lan），1981年8月26日出生，拥有中国户籍与身份证（户籍地：云南省临沧市镇康县），属被中国通缉的明氏家族四人之一。2023年11月16日被移交给中国警方。
女婿：毕会军（Yan Sone Hwar），明菊兰之夫，2023年10月被中国警方刑事拘留。
孙子：明光才，缅甸掸邦果敢自治区警察部队21营3连副连长。
孙子：明光忠（Aung Win Oo），微信公众号“平安果敢”曾发布消息称其于2023年通过港澳台侨联招被北京大学录取，并引发热议，此消息随后被北京大学方面否认。
孙女：明珍珍（Ma Thiri Maung），1996年7月1日出生，拥有中国户籍与身份证（户籍地：云南省临沧市耿马傣族佤族自治县），属被中国通缉的明氏家族四人之一。2023年11月16日在南伞口岸被移交给中国警方。